# كريسبوس (آبلة)
بلدية كريسبوس (بالإسبانية: Crespos) هي بلدية تقع في مقاطعة آبلة التابعة لمنطقة قشتالة وليون وسط إسبانيا.

## الديموغرافيا
يبلغ عدد سكان بلدية كريسبوس 547 نسمة عام 2011 (وفقاً للمعهد الوطني للإحصاء الإسباني).
| 779 | 744 | 677 | 626 | 605 | 591 | 547 |